# دعبس (اسم)
دعبس هو اسم علم مذكر من أصل عربي، ومعناه هو ضعيف العقل الأحمق المتأني في عمله، ويلفظ كذلك دعبيس ودعبوس.

## وصلات خارجية
- موسوعة السلطان قابوس لأسماء العرب نسخة محفوظة 5 أبريل 2019 على موقع واي باك مشين.